# Marbéville
Marbéville é uma comuna francesa na região administrativa de Grande Leste, no departamento de Haute-Marne. Estende-se por uma área de 17,71 km². Em 2010 a comuna tinha 100 habitantes (densidade: 5,6 hab./km²).